# 森浅間神社

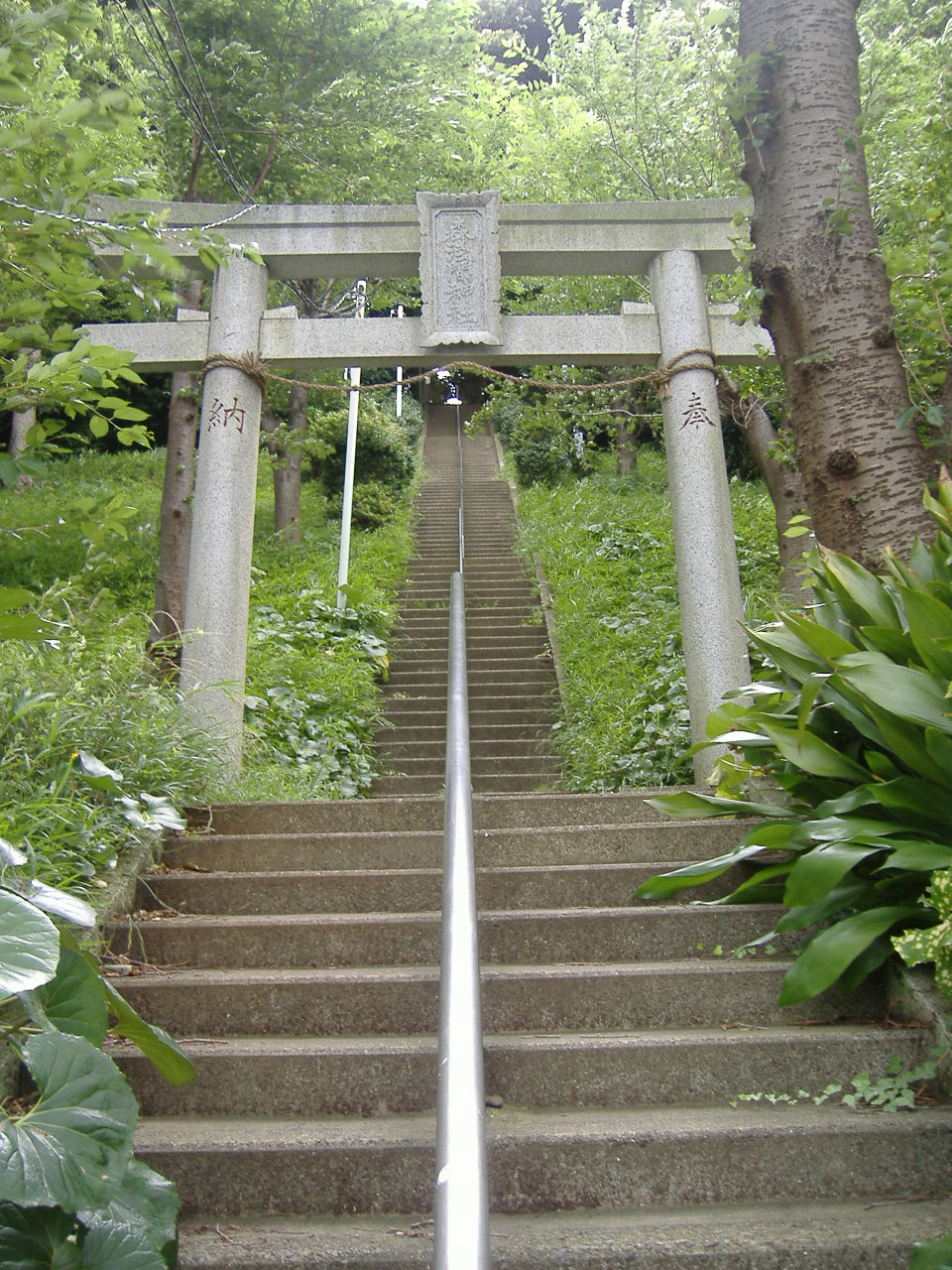
森浅間神社参道

森浅間神社（もりせんげんじんじゃ）は神奈川県横浜市磯子区森にある神社である。旧・森村の鎮守で、急斜面の頂にあり、背後の台地には汐見台団地が広がる。

## 由緒
房総半島へ渡る海路の要所であった森村に鎌倉幕府が陣屋を設けた際、海を一望できる「我沙羅山」山頂の当地に富士山の神霊を祀ったのが起源と伝えられる。鎌倉幕府最後の将軍・守邦親王は鎌倉を脱して森村へ移り、1335年（建武2年）に薬師如来を当社の本地仏としてを安置した。それをもって創建という説も。古くは「親王権現」と称し、江戸時代に富士講が盛んになると富士山同様に三方向から登山路が設けられて「武州小富士」と呼ばれた。
1908年（明治41年）に周辺10社を合祀し、1913年（大正2年）には神饌幣帛料供進社に指定された。

## 祭神
木花咲耶姫命、源頼朝、素盞嗚命、天照大神、倉稲魂命、火産霊命、国之常立神

## 境内
- 正面の南参道は屏風ヶ浦バイパスの下を通って200段近くある。別名を「潮汲坂」という。
- 急斜面も含めた境内は11,874m2に及び、スダジイを中心とした広葉樹林になっている。
- 神社に隣接して朝日不動滝があり、江戸時代は修験に利用されていた。現在は水量が減り、閉鎖されている。

## 祭事・年中行事
- 元旦祭：1月1日に式典が行われる。参拝者には甘酒が振舞われる。
- 節分祭：2月
- 花祭り：4月
- 影祭り：6月
- 森浅間神社例大祭：8月14日・15日（毎年）に開催される夏祭り。神輿・男山車（神武天皇の人形山車）・女山車（神功皇后の人形山車）が出る。「神田囃子」が演じられる。
- 新嘗祭：11月23日に開催される秋祭り。

## 文化財
- 森浅間神社とその周辺の樹叢：境内の樹叢。1994年（平成6年）2月15日に神奈川県の天然記念物に指定されている[1]。

- 森浅間神社神田囃子：例大祭で公演される祭囃子。慶応〜明治初期に「笛菊」と呼ばれた笛の名手・金子菊次郎により森公田村（現在の森地域）に伝えられた[2]。お囃子自体は指定文化財ではないが、この囃子を継承する「森浅間神社神田囃子森保存会[3]」は、1979年（昭和54年）[注釈 1]に横浜市により無形民俗文化財の保存団体に認定されている[4]。

## 所在地・交通
神奈川県横浜市磯子区森二丁目16番7号
- JR根岸線磯子駅下車徒歩20分。
- 京急本線屏風ヶ浦駅下車徒歩20分。